# Arena di Ginevra
L'arena di Ginevra è una arena indoor di Ginevra, in Svizzera.